# Horomanita
L'horomanita és un mineral de la classe dels sulfurs. Rep el seu nom de la seva localitat tipus, el massís ultramàfic d'Horoman, al Japó. Abans d'anomenar-se d'aquesta manera era coneguda amb el codi UM1998-16-S:FeNi.

## Característiques
L'horomanita és un sulfur de fórmula química Fe₆Ni₃S₈, molt semblant a la pentlandita i a la mackinawita, i químicament similar a UM2002-26-S:FeNi i UM2007-27-S:CuFeIrNiRh, dues espècies encara sense anomenar. Va ser aprovada per l'Associació Mineralògica Internacional l'any 2007. Cristal·litza en el sistema tetragonal. Es troba en forma de grans anèdrics de fins a 0,1 mil·límetres. La seva duresa és 3 a l'escala de Mohs.
Segons la classificació de Nickel-Strunz, l'horomanita pertany a «02.B - Sulfurs metàl·lics, M:S > 1:1 (principalment 2:1), amb Ni» juntament amb els següents minerals: samaniïta, heazlewoodita, oregonita, vozhminita, arsenohauchecornita, bismutohauchecornita, hauchecornita, tel·lurohauchecornita, tučekita, argentopentlandita, cobaltopentlandita, geffroyita, godlevskita, kharaelakhita, manganoshadlunita, pentlandita, shadlunita i sugakiïta.

## Formació i jaciments
Va ser descoberta en inclusions de lherzolita en peridotites, a Horoman, Samani-cho (Hokkaido, Japó). És l'únic indret on se n'ha trobat aquesta espècie mineral. Sol trobar-se associada a altres minerals com: bornita, talnakhita, coure, troilita, heazlewoodita, pentlandita, magnetita, olivina, diversos clinopiroxens i ortopiroxens, i formant intercreixements amb samaniïta i sugakiïta.